# Memories of Me
Memories of Me ist eine Tragikomödie des US-Regisseurs Henry Winkler aus dem Jahre 1988. Das Drehbuch stammt von Eric Roth und Billy Crystal. Der Film erzählt die Geschichte der Begegnung zwischen Sohn und Vater.

## Handlung
Abbie Polin ist Herzchirurg an einem New Yorker Krankenhaus. Eines Tages bekommt er während einer Operation einen Herzinfarkt, der ihn daran erinnert, dass er noch seinen Vater hat, den er nur alle paar Jahre einmal sieht. Seine Eltern ließen sich scheiden, als er sieben Jahre alt war und er hatte sehr unter der Trennung gelitten. In der Hoffnung, auf diese Weise ein Gleichgewicht in sein eigenes Leben zu bringen, möchte er das angespannte Verhältnis zwischen ihm und seinem Vater, Abe, verbessern. Er fährt nach Los Angeles, um seinen Vater zu sehen, der in Hollywood als „König der Statisten“ arbeitet. Selbst nennt er sich meist einen Schauspieler, tritt jedoch nur als Statist auf. Unmittelbar nach seiner Ankunft begleitet Abbie seinen Vater zu einem Job, bei dem er diesmal einen Patienten in einem Krankenhaus spielt. Anschließend gehen sie in eine Bar, wo sich die Statisten oft treffen und Abe erweist sich als recht beliebt. Er fragt nach Abbies Mutter, die in Vermont lebt und auch, warum er denn hier wäre. Als Abe von jemand anderem erfährt, dass sein Sohn einen Herzinfarkt hatte, verschwindet er und ruft Abbie mit dem Münztelefon der Bar an, um unbequeme Fragen zu vermeiden.
Abe besteht darauf, dass Abbie bei ihm mit in seiner Wohnung bleibt, aber er will sich trotzdem keine Auszeit von der Arbeit nehmen. Während er dreht, kommt Abbies Freundin Lisa überraschend zu Besuch. Sie und Abe verstehen sich vom ersten Moment an gut. Eigentlich versteht er sich mit jedem gut, nur nicht mit seinem Sohn.
Abbie und Lisa bemerken, dass Abe Gedächtnisproblem hat. Als sich die Anzeichen von Verwirrung verstärken, bringt Abbie ihn zu einer Untersuchung. Nach einigen Tests wird ein inoperables Gehirnaneurysma diagnostiziert. So versucht Abbie soviel Zeit wie möglich mit seinem Vater zu verbringen. Sie kommen sich immer näher und unternehmen Dinge zusammen, die sie vorher nie gemacht hatten, wie Ponyreiten oder Angeln. Und bevor es zu spät ist, hilft Abbie seinem Vater dabei, eine echte Sprechrolle in einem Film zu bekommen.

## Hintergrund
Memories of Me war der erste Kinofilm unter der Regie von Henry Winkler. Ein Großteil davon wurde in den MGM-Studios in Culver City, Kalifornien gedreht, nur wenige Kilometer von Hollywood entfernt. Der Film war kein Kassenerfolg. Er verdiente zwischen drei und vier Millionen an den Kinokassen bei einem Budget von zwölf Millionen.
Sean Connery hat – im Kostüm seiner Rolle in Presidio (1988) – einen Cameo-Auftritt.

## Kritiken
In der Los Angeles Times urteilte Sheila Benson: Das „Thema des Wiederannäherns […] zwischen einem entfremdeten Vater und [seinem] Sohn,“ „ist kein unwichtiges oder aussichtsloses Thema, aber es wurde bereits sooft verfilmt“, dass etwas Vorsicht geboten sei, es sei denn, es gebe „etwas Weltbewegendes zu sagen.“ „Aber in ‚Memories of Me‘ bleibt nichts ungesagt; seine Banalitäten triumphieren, seine rührseligen Schnörkel bauen sich zu rührseligen Crescendos auf.“
Bei der New York Times schrieb Caryn James: „Es mag für ein Publikum schwieriger sein, sich für einen Film aufzuwärmen, der so vorhersehbar ist, dass er uns praktisch zum Mitsingen einlädt.“ Die „Geschichte baut sich zu einem rührseligen Finale auf, das aufs Herz zielt, uns aber eher das Gefühl gibt, auf den Kopf geschlagen und bis zu den Tränen gerührt zu werden.“
Roger Ebert meinte: „Der Film […] ist keines dieser deprimierenden, reißerischen Doku-Dramen, in denen alle herumrennen und Symptome beschreiben. Die meisten Szenen des Films sind optimistisch“ und erfreut mit „engmaschigen Dialogszenen.“ Es ist „eine warmherzige Komödie, die irgendwie glaubwürdige Charaktere hervorbringt, ohne auf große Lacher zu verzichten.“
Cinema kritisierte: „Trotz Crystal,“ der mit „mit süßlicher Sentimentalität und müden Dialogen“ enttäuscht, sei der Film „eher kitschig als komisch“
Stephan Eicke von film-rezensionen.de wertete: Die Problematik „zuviel Drama oder zuviel Humor“ wird „sehr geschickt gesteuert, wie ein Schiff, dass sicher an einem Strudel vorbeifährt, aber nie von ihm verschluckt wird.“